# 5.5 Meter
De Internationale 5.5 Metre Klasse werd ontwikkeld om de zeilers een gelijkwaardige zeilervaring te laten beleven als bij de 6 Metre klasse maar dan voor aanzienlijk lagere kosten.
De klassevoorschriften worden grotendeels bepaald door een formule waarvan de uitkomst niet boven de 5,500 meter mag uitkomen. In deze formule staat L voor de berekende Lengte, waterverplaatsing als D en zeiloppervlak als S. Hierdoor worden vele variaties in het ontwerp van de 5.5 Metre mogelijk waardoor vrijwel elke 5.5 Metre uniek is.
De 5.5 Metre was een Olympische klasse vanaf 1952 tot en met haar Olympische afscheid in 1968. De klasse werd in 1972 vervangen door de Soling.
Vanaf 2010 maakt de 5.5 Metre deel uit Vintage Yachting Games Organisatie.

## De formule
De formule wordt in detail beschreven in: 2007 International Five Point Five Metre Rating Rules:
{\displaystyle 5.500{\mbox{ metres}}\geq 0.9\cdot \left({\frac {L\cdot {\sqrt[{2}]{S}}}{12\cdot {\sqrt[{3}]{D}}}}+{\frac {L+{\sqrt[{2}]{S}}}{4}}\right)}
waar
- {\displaystyle L} = Berekende lengte
- {\displaystyle S} = Gemeten zeiloppervlak
- {\displaystyle D} = Waterverplaatsing